# Нівальний клімат
Нівальний клімат (від лат. nivalis — сніговий, холодний) — клімат високих широт або високогір'їв у геоморфології.

## Опис
В умовах нівального клімату твердих опадів випадає більше, ніж устигає розтанути і випаруватися, через що утворюються сніжники і льодовики.

Основними рельєфоутворюючими чинниками в умовах нівального клімату є сніг і крига у вигляді льодовиків, що рухаються. У місцях, не покритих снігом або кригою, інтенсивно розвиваються процеси фізичного (головним чином морозного) вивітрювання. Істотно впливає на рельєфоутворення вічна (багаторічна) мерзлота.

## Історія
Поняття нівального клімату було запропоноване географом Альбрехтом Пенком, при розробці геоморфологічної класифікації кліматів.

## Поширення
Це клімат острова Гренландія, континенту Антарктида і інших різних льодовикових високогірних районів у північних широтах.

## Фототека

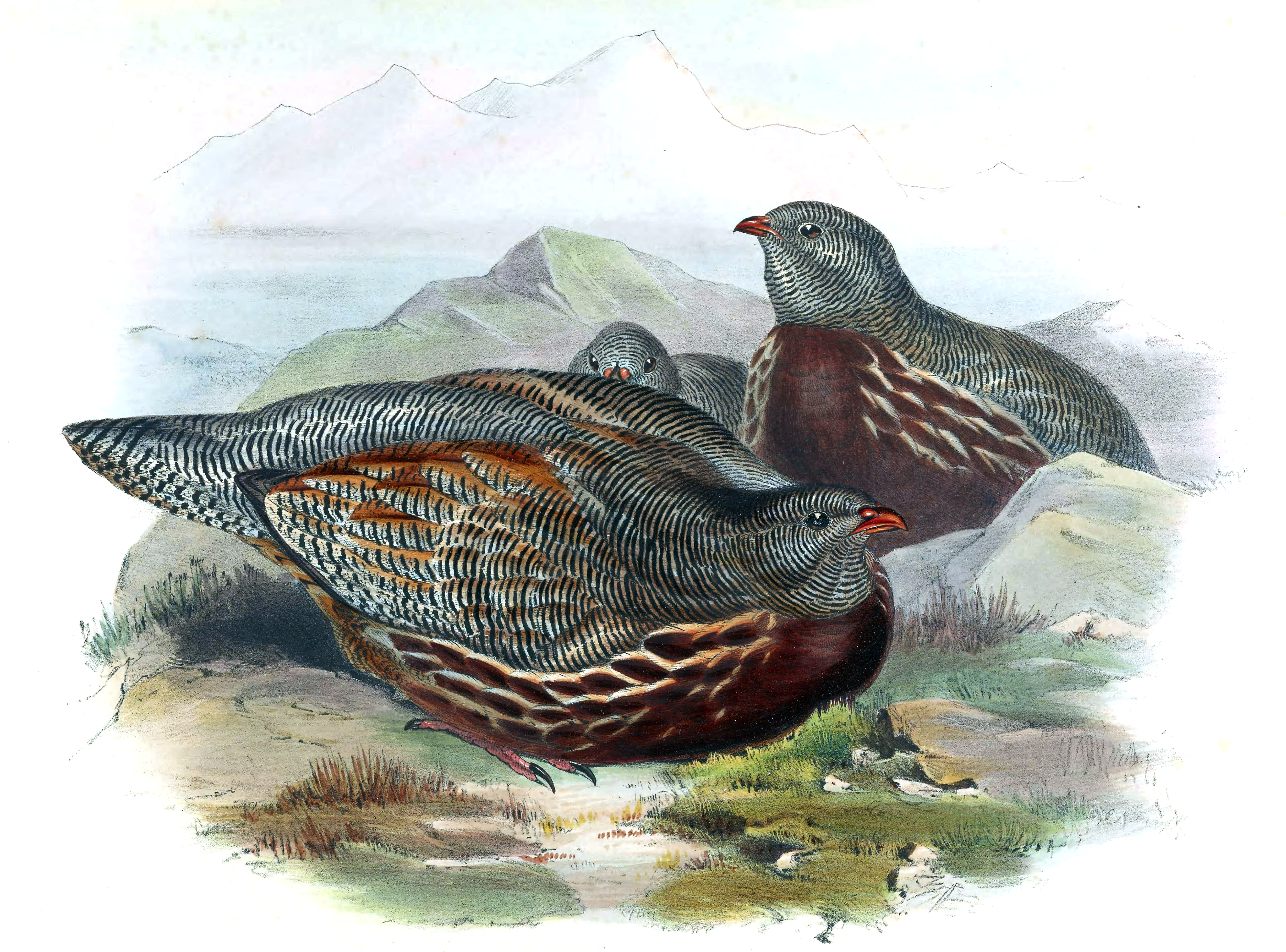
Снігова куріпка
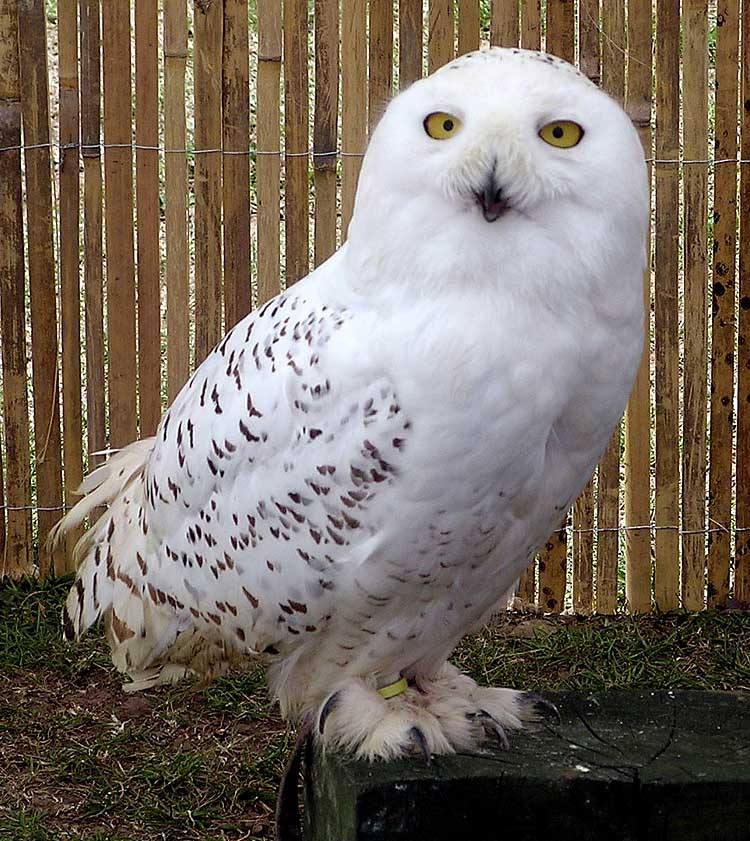
Сова біла
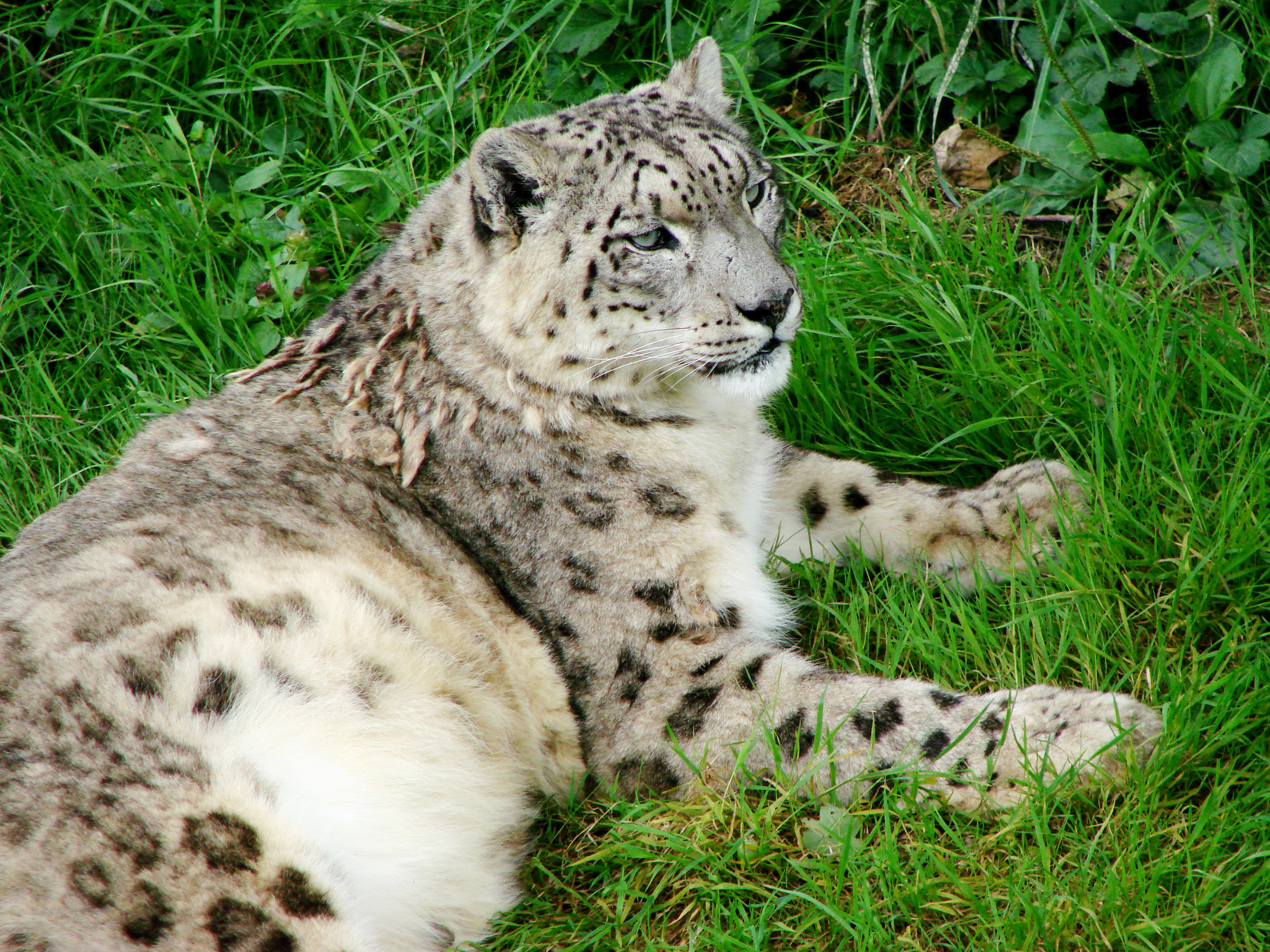
Барс сніговий
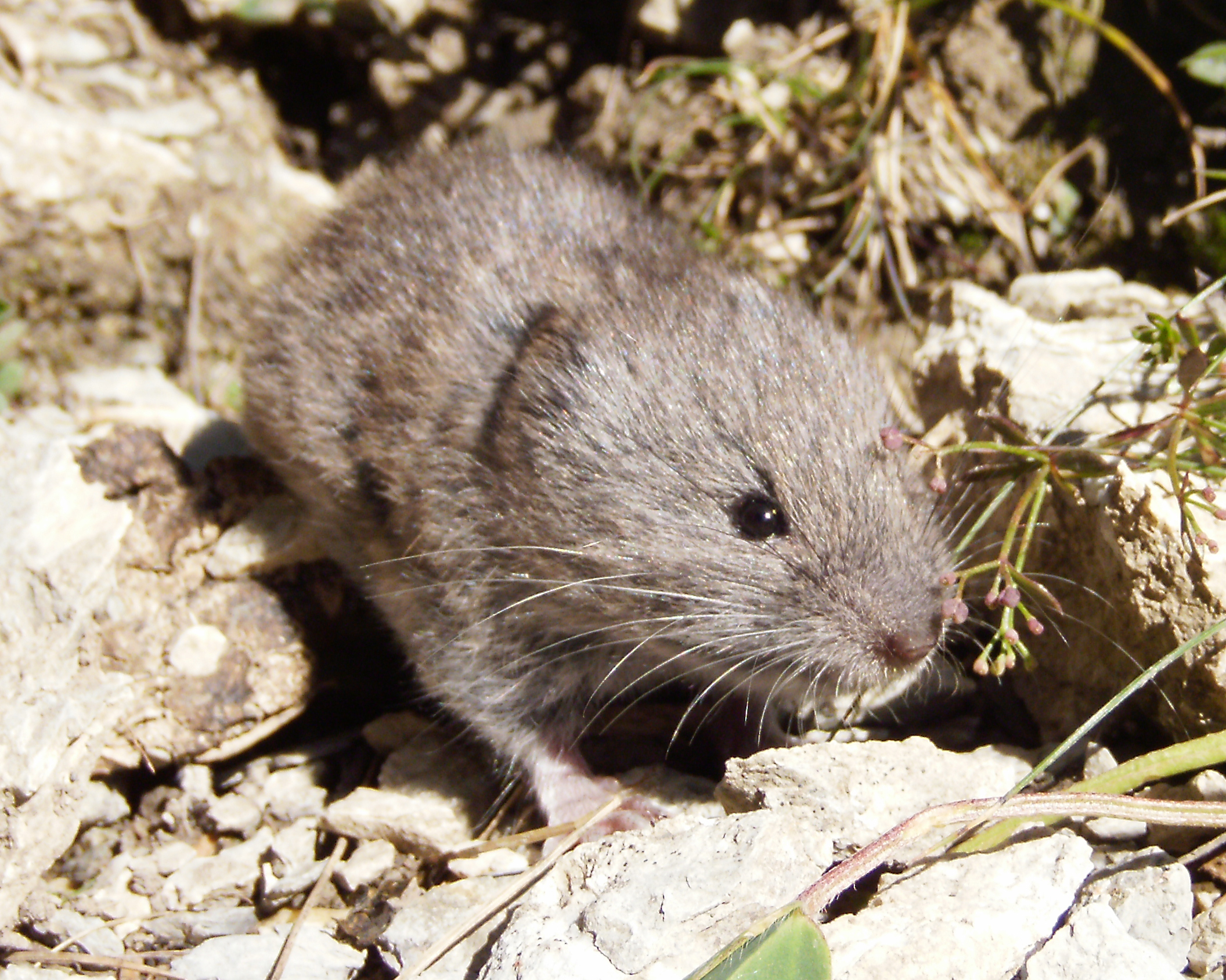
Полівка снігова